# 许月刚
许月刚（1955年8月—），山东省莱西市人，1975年7月加入中国共产党，1979年12月参加工作。

## 官方简历
1978年3月至1979年12月，山东烟台财政学校学习；1979年12月至1987年2月，山东省财政厅税政处办事员、科员、副科长；1987年3月至1993年5月，山东省税务局地方税处副处长、办公室副主任；1993年5月至1995年2月，山东省税务局党组成员、办公室主任；1995年2月至2003年6月，山东省国家税务局党组成员、党组副书记、副局长；2003年6月至2004年7月，山西省国家税务局党组副书记、局长；2004年7月至今，山西省国家税务局党组书记、局长。第十一届全国人民代表大会代表。